# 岸博之
岸 博之（きし ひろゆき、1958年11月30日 - ）は、熊本県出身の俳優。身長172cm、体重65kg。血液型はB型。アンテーヌ所属。過去の所属は大沢事務所、B-Box。
中村育二主催の『劇団カクスコ』に創立メンバーとして参加していた。

## 出演

### テレビドラマ
NHK
- 大岡越前 (2013年のテレビドラマ)（2014年） - 市兵衛

日本テレビ
- 火曜サスペンス劇場
  - 警部補 佃次郎第2作「黒髪の焦点」（1996年11月12日） - 原宿中央警察署・私服警察官　役
- OLにっぽん（2008年） - 「楊貴妃」の店長
- ギネ 産婦人科の女たち（2009年） - 三村医師
- リバウンド（2011年）
- 花咲舞が黙ってない（2015年） - 中野秀夫

TBS
- ヨイショの男（2002年） - 秋田部長
- 女はそれを許さない（2014年） - 上野祐作
- 月曜ドラマスペシャル
  - 「流れ星お銀!事件解決いたします」（2000年）
- 月曜ゴールデン
  - 「湯けむりバスツアー 桜庭さやかの事件簿2」（2010年） - 八木刑事
  - 「税務調査官・窓際太郎の事件簿21」（2010年） - 東義朗
- 99年の愛〜JAPANESE AMERICANS〜（2010年）
- ハロー張りネズミ（2017年)

フジテレビ
- 世にも奇妙な物語
  - 「完全治療法」（1997年） - 関口学
- 3番テーブルの客（1997年）
- 恋するトップレディ（2002年） - 岡崎部長
- 金曜エンタテイメント・金曜プレミアム
  - 「音の犯罪捜査官・響奈津子5」（2002年） - 入江陽一
  - 「所轄刑事 10」（2016年12月9日）　- まんじゅう屋
- WATER BOYS（2003年） - 伊藤店長
- 結婚できない男（2006年）
- ヒミツの花園（2007年） - 畑中編集員
- 魔女裁判（2009年） - 美濃部学（裁判長）
- 不毛地帯（2009年） - 山本常務
- 娼婦と淑女（2010年） - 清瀬孝太郎
- スクール!!（2011年）
- 美しい隣人（2011年）
- マルモのおきて（2011年）
- おいハンサム!! 第5話（2022年2月5日、東海テレビ） - タクシー運転手 役

テレビ朝日
- 激走戦隊カーレンジャー（1996年）
- 星獣戦隊ギンガマン（1998年） - 佐伯
- 時効警察（2007年）
- 相棒
  - season7 第10話「ノアの方舟」（2009年1月1日） - 野上孝三
  - season12 第12話「崖っぷちの女」（2014年1月15日） - 宮地副校長
  - season14 第11話「共演者」（2016年1月13日） - 新庄輝夫
  - season20（2021年） - 八神淳一 役
- 土曜ワイド劇場
  - 「事件14」（2010年） - 二宮巡査
  - 「牟田刑事官VS終着駅の牛尾刑事そして事件記者冴子15」（2016年） - 及川慶一
  - 「監察官・羽生宗一5」（2017年） - 笹井地域課長
- Wの悲劇（2012年） - 西田喜直
- アイムホーム 第4話（2015年） - スナックの客
- 刑事7人
  - （2016年7月27日）
  - （2018年9月12日） - 下村仁
- 検事の本懐（2016年） - 小田川一洋
- 特捜9 season6 第1話（2023年、テレビ朝日） - 臼田章吾

テレビ東京
- 月曜プレミア8 今野敏サスペンス 憐情 警視庁強行犯係・樋口顕（2022年2月7日） - 荒巻修 役

Dlife
- 東京ガードセンター 第8話（2014年）

### 映画
- 生きない（1998年） - 望月
- 金融腐蝕列島（1999年） - 渋沢総務部長
- 青い鳥（2008年） - 小泉先生（教頭）
- 聯合艦隊司令長官 山本五十六（2011年）
- ライク・サムワン・イン・ラブ（2012年） - 教え子